# علی خان
علی خان (به انگلیسی: Alyy Khan) (زاده ۶ دسامبر ۱۹۶۸) بازیگر بریتانیایی آسیایی است.
از فیلم‌هایی که وی در آن نقش داشته‌است می‌توان به خوشبختی تصادفی، کنده شده، اذان و فرار از طالبان اشاره کرد.